# Omar Aouar
Omar Aouar (en arabe : عمر اعور) est un footballeur international algérien né en 1939 à Alger. Il évoluait au poste de milieu offensif.

## Biographie
Omar Aouar reçoit deux sélections en équipe d'Algérie entre 1964 et 1965. Son premier match a eu lieu le 8 octobre 1964 contre la Roumanie olympique (victoire 1-0). Son dernier match a eu lieu le 14 mars 1965 contre Tunisie (nul 0-0).
En club, il joue notamment en faveur de son club formateur, le NA Hussein Dey, où il a passé toute sa carrière footballistique.

## Palmarès
NA Hussein Dey
- Championnat d'Algérie (1) :
  - Champion : 1966-67.

- Coupe d'Algérie :
  - Vainqueur : 1967-68